# Gloria-Palast
Il Gloria-Palast (letteralmente: "Palazzo Gloria") era un cinema di Berlino, sito sul Kurfürstendamm, nel quartiere di Charlottenburg a poca distanza dalla Gedächtniskirche.
Costruito dal 1924 al 1925 al terzo piano dell'Erstes Romanisches Haus, fu distrutto nel 1943 nel corso di un bombardamento aereo.
Il nuovo Gloria-Palast fu costruito nel 1953 all'interno di un nuovo edificio per uffici; più volte modificato, cessò l'attività nel 1998. Dell'ex cinema furono conservati solo il foyer d'ingresso e l'insegna luminosa esterna, entrambi posti sotto tutela monumentale (Denkmalschutz).
Nel 2017, nonostante l'esistenza del vincolo monumentale, l'intero edificio fu demolito.

### Testi di approfondimento
- (DE) Der „Gloria-Palast“ in Berlin, in Bauwelt, vol. 47, 1953,  pp. 927-929, ISSN 0005-6855 (WC · ACNP).